# Juan Antonio Guergué
Juan Antonio Guergué y Yániz, né à Aguilar de Codés le 26 juin 1789 et mort à Estella le 18 février 1839, est un militaire espagnol, général et chef d'État major de l'armée carliste au cours de la première guerre carliste. 

## Biographie

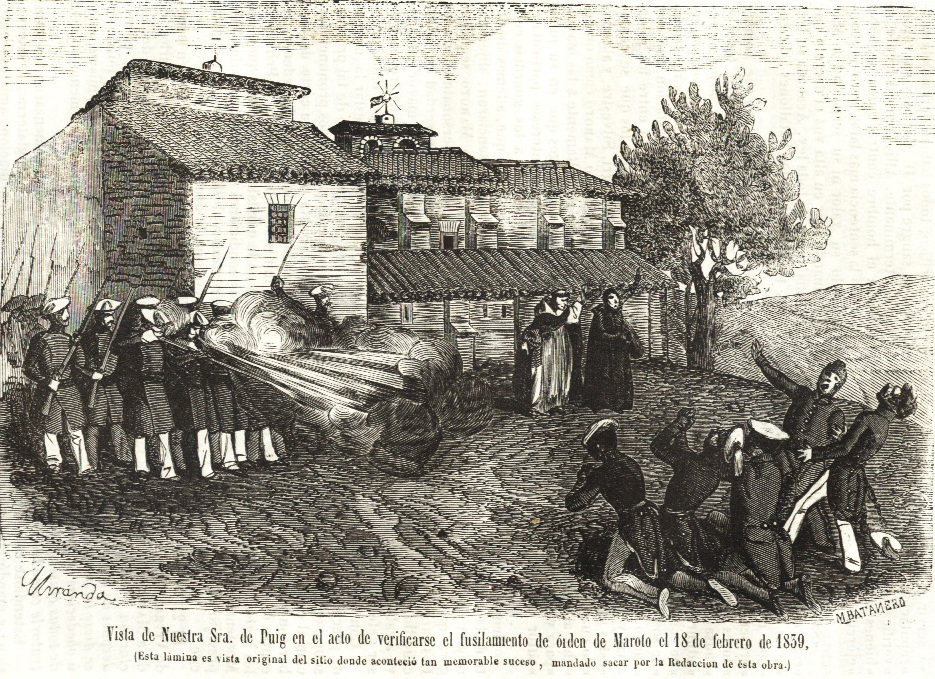
Exécutions ordonnées par Maroto à Estella en 1839

Il participe à la guerre d'indépendance espagnole au cours de laquelle il accède au rang de Lieutenant.
À partir de 1822, il s'oppose aux réformes menées par les secteurs libéraux. À la mort de Ferdinand VII, la Loi salique étant dérogée, il rejoint Santos Ladrón de Cegama qui le premier a proclamé Charles de Bourbon roi d'Espagne le 6 octobre 1833, s'opposant ainsi à la succession d'Isabelle II. Ladrón de Cegama est capturé et fusillé à Pampelune le 14 octobre. Le 5 novembre les officiers et meneurs carlistes se réunissent à Aguilar, ville natale de Guergué. Ils y élisent un gouvernement de Navarre indépendant et mettent en place la première armée carliste, commandée par Tomás de Zumalacárregui.
Alors général de brigade et après la mort de Zumalacárregui le 24 juin 1835, il est désigné pour diriger une expédition en Catalogne depuis la Navarre. Il part d'Estella à la tête de 2 700 hommes, traverse Huesca, Lérida et fait une entrée triomphante à Gérone, après avoir intégré de nombreux volontaires carlistes. Guergué répartit ses effectifs en Catalogne (plus de 24 000 au total) sur quatre zones puis retourne en Navarre le 22 novembre 1835.
En 1837 il accède au rang de maréchal de camp et devient commandant général de Biscaye ; après l'échec de l'expédition royale menée la même année pour prendre Madrid, il est nommé chef d'état-major de l'armée carliste du Nord. En 1838 il est nommé général en chef mais, à la suite de la découverte de son implication dans le complot contre le général Rafael Maroto, il est arrêté avec d'autres intrigueurs et fusillé à Estella le 18 février 1839. 